# Kūh Şaḩrā
Kūh Şaḩrā (persiska: كوه صحرا, Kūh-e Şaḩrā) är en ort i Iran.   Den ligger i provinsen Golestan, i den norra delen av landet, 260 km nordost om huvudstaden Teheran. Kūh Şaḩrā ligger 10 meter över havet och antalet invånare är 426.
Terrängen runt Kūh Şaḩrā är varierad, och sluttar norrut.Runt Kūh Şaḩrā är det ganska tätbefolkat, med 155 invånare per kvadratkilometer. Närmaste större samhälle är Bandar-e Gaz, 3,8 km nordväst om Kūh Şaḩrā. I omgivningarna runt Kūh Şaḩrā växer i huvudsak blandskog.